# Savo Raspopović
Savo Raspopović, na crnogor. ćiril. Саво Распоповић, Martinići – Bjelopavlići, Kneževina Crna Gora 1879. - Šćepan Do, Rubež, Nikšić, 28. prosinca 1923., crnogorski komitski vojvoda, borac Za Pravo, Čast i Slobodu Crne Gore.

## Karijera
Odrastao u Baru, kao pitomac crnogorskog Dvora završio časničku školu u Italiji, sudionik balkanskih ratova, do 1914. pripadnik Crnogorske žandarmerije. 

## Komitovanje
Tijekom austro-ugarske okupacije Kraljevine Crne Gore (1916. – 1918.) odmetnuo se u planine i sa svojom komitskom grupom poduzimao oružne prepade.
Kao protivnik reokupiranja crnogorske države od strane Kraljevine Srbije nastavlja komitovati. Jedan od onih Crnogoraca za kojima su srpske vlasti raspisivale tjeralice "traži se živ ili mrtav" s najvećim novčanim iznosima. Njegova je postrojba Crnogorske vojske u domovini izvela čitav niz oružnih akcija.

## U Italiji
U srpnju 1920. Raspopović se prebacio u Italiju, gdje je boravio jedno vrijeme u kampovima izbjegle crnogorske vojske.
Vrato su u Crnu Goru u ožujku 1922. godine i obnovio komitske oružane akcije.

## Akcije
Ondašnji prorežimski list “Narodna riječ”, od 4. listopada 1922. u svom tekstu navodi se da su 22. rujna 1922. Raspopović i njegova gerilska grupa u željezničkom vlaku, koji je prometovao na pravcu Bar – Virpazar, likvidirali osam srpskih vojnika i jednog žandarma. Drugo prorežimsko glasilo “Slobodna misao” o istom je događaju pisalo kako je Raspopović sa svojom postrojbom, u stanici Tuđemili, "ubio devet vojnika i dva žandarma” .

## Pogibija
Vojvoda Raspopović ubijen je u borbama kraj Nikšića 28. prosinca 1923. u kojima je izgunula i cijela njegova pratnja. Njihova su izmasakrirana tijela srpske vojne vlasti izložile na snijegu, pred crkvu Sv. Vasilija Ostroškoga u Nikšiću a okolo njih postrojili postrojbe, te se tako slikali; slika je objavljena u cijelom tisku tadašnje Kraljevine SHS. 
Skupa sa Savom Raspopovićem poginuli su: 
- Milutin Bašović, imao 30 godina, iz Pošćenja, sreza Šavničkog.
- Miloš Kovačević, imao 30 godina, iz Žabljaka
- Jovo Krivokapić, imao 36 godina, iz Zaljuti, Cetinje
- Petar Zvicer, imao 27 godina, iz Rakoča, Cuce
- Andrija Pejović, imao 27 godina, iz Pejovića, Cetinje
- Krsto Popović, imao 25 godina,  iz Lipe, Cuce
- Miloš Pejović, nepoznato godište, iz Pejovića, Cetinje
- Marko Raspopović, brat Sava Raspopovića, nepoznato godište,živio u Baru
- Radovan Bigović, imao 23 godine, iz sela Kobilji Do, Cuce
- Mile Miljanić, nepoznato godište, iz Velimlja, selo Miljanići, Nikšić
- Majo Vujović, imao 30 godina, iz Ožegovice, Cetinje
- Stevo Božović, nepoznato godište, iz Erakovića, Njeguši
- Golub Vujović, nepoznato godište, iz Ubala, Cetinje.

## Vanjske poveznice
- Životopis vojvode Sava Raspopovića